# IC 155
IC 155 је емисиона маглина у сазвјежђу Касиопеја која се налази на листи објеката дубоког неба у Индекс каталогу.
Деклинација објекта је + 60° 36' 39" а ректасцензија 1h 47m 32,3s. IC 155 је још познат и под ознакама CED 5.